# James Arthur (álbum)
James Arthur é o álbum de estreia do cantor e compositor britânico James Arthur, lançado a 1 denovembro de 2013 pela Syco Music. O álbum inclui os singles "Impossible" e "You're Nobody 'Til Somebody Loves You" e conta com a participação de Emeli Sandé e Chasing Grace.  Arthur se tornou o primeiro vencedor do The X Factor (Reino Unido) a inlcuir o ‘single vencedor’ em seu álbum desde Matt Cardle com "When We Collide" em 2010.

## Singles
- "Impossible" é o single vencedor de James no The X Factor (Reino Unido). É a quarta faixa do álbum. O single foi lançado em 9 de dezembro de 2012 e se tornou  o mais vendido de um  único vencedor, até agora, chegando a 255 mil de downloads nas primeiras 48 horas e mais de 490 mil até o final da semana. O single esteve no topo do UK Singles Chart em sua primeira semana de lançamento. A música também chegou ao número um na Irlanda, dois na Austrália, Nova Zelândia e Suíça, e oito na Eslováquia.

- "You're Nobody 'Til Somebody Loves You" será lançado como single oficial do álbum em 20 de outubro de 2013. A faixa estreou em 19 de setembro de 2013. O single sofreu um atraso devido a uma infecção na garganta que Arthur estava tendo na época. O vídeo da música estreou em 30 de setembro de 2013.[2]

## Lista de faixas
| N.º            | Título                                                 | Compositor(es)                                                                            | Produtor(es)   | Duração |  |
| 1.             | "You're Nobody 'Til Somebody Loves You"                | James Arthur, Tom Barnes, William Bell, Ben Kohn, Booker T. Jones, Pete Kelleher          | TMS            | 3:27    |  |
| 2.             | "Get Down"                                             | Arthur, Mustapha Omer, James Murray, Jonny Coffer, Wayne Hector, Ronald Bell, Robert Bell | Wayne Hector   |         |  |
| 3.             | "New Tattoo"                                           | Arthur, Salaam Remi                                                                       | Salaam Remi    |         |  |
| 4.             | "Impossible"                                           | Arnthor Birgisson, Ina Wroldsen                                                           | Graham Stack   | 3:25    |  |
| 5.             | "Lie Down"                                             | Arthur, Richard Stannard, Ash Howes, Bradford Ellis, J.J. Johnson                         | Biffco         |         |  |
| 6.             | "Recovery"                                             | Arthur, Tiago Carvalho, Ina Wroldsen                                                      | TMS            |         |  |
| 7.             | "Roses" (com a participação de Emeli Sandé)            | Arthur, Shahid Khan, Emeli Sandé                                                          | Naughty Boy    |         |  |
| 8.             | "Supposed"                                             | Arthur, Shahid Khan, Wayne Hector                                                         | Naughty Boy    |         |  |
| 9.             | "Suicide"                                              | Arthur, Marcos Palacios, Ernest Clark, Sean "Elijah Blake" Fenton, Eric Jackson           | Mike Dean      |         |  |
| 10.            | "Is This Love?"                                        | Arthur, Steve Robson, Claude Kelly, Komi Al Hakam El Kaubaisy                             | Steve Robson   |         |  |
| 11.            | "Certain Things" (com a participação de Chasing Grace) | Arthur, Shahid Khan, Phil Lested, Grace Ackerman                                          | Naughty Boy    |         |  |
| 12.            | "Smoke Clouds"                                         | Arthur, Shahid Khan                                                                       | Naughty Boy    |         |  |
| 13.            | "Flyin"                                                | Arthur, Shahid Khan, Shakil Ashraf                                                        | Naughty Boy    |         |  |
| Duração total: | Duração total:                                         | Duração total:                                                                            | Duração total: | 44:18   |  |

| Edição deluxe |                                                    |                                                  |              |         |  |
| N.º           | Título                                             | Compositor(es)                                   | Produtor(es) | Duração |  |
| 14.           | "Emergency"                                        | Arthur, Mike Dean                                | Mike Dean    |         |  |
| 15.           | "You're Nobody 'Til Somebody Loves You (Acústico)" | Arthur, Barnes, Bell, Kohn, Jones, Kelleher      | TMS          |         |  |
| 16.           | "Impossibl (Acústico)"                             | Birgisson, Wroldsen                              | Steve Mac    |         |  |
| 17.           | "Get Down (Acústico)"                              | Arthur, Omer, Murray, Coffer, Hector, Bell, Bell | Wayne Hector |         |  |
| 18.           | "Supposed (Acústico)"                              | Arthur, Khan, Hector                             | Naughty Boy  |         |  |

## Desempenho nas tabelas musicais
| Tabela musical (2013)              | Melhor posição |
| ---------------------------------- | -------------- |
| Alemanha - Media Control Charts    | 25             |
| Austrália - ARIA Albums Chart      | 14             |
| Áustria - Ö3 Austria Top 40        | 22             |
| Bélgica - Ultratop 50 (Flandres)   | 75             |
| Bélgica - Ultratop 50 (Valónia)    | 55             |
| Escócia - Scottish Albums Chart    | 2              |
| Espanha - PROMUSICAE               | 34             |
| França - SNEP                      | 21             |
| Grécia - IFPI                      | 3              |
| Hungria - Album Top 40             | 9              |
| Irlanda - IRMA                     | 2              |
| Nova Zelândia - NZ Top 40 Albums   | 11             |
| Países Baixos - Mega Album Top 100 | 99             |
| Polónia - ZPAV                     | 11             |
| Reino Unido - UK Albums Chart      | 2              |
| Suíça - Schweizer Hitparade        | 6              |

| País        | Provedor | Certificação |
| ----------- | -------- | ------------ |
| Reino Unido | BPI      | Prata        |